# Castela emoryi
Castela emoryi är en bittervedsväxtart som först beskrevs av Asa Gray, och fick sitt nu gällande namn av Moran & Fleger. Castela emoryi ingår i släktet Castela och familjen bittervedsväxter. Inga underarter finns listade i Catalogue of Life.